# Nicol Römer
Nicol Römer, auch Nicolaus, Nickel, Niklas genannt (* um 1435 in Chemnitz; † 7. November 1493 in Zwickau) war ein sächsischer Kaufmann, Gewerke und Ratsherr in Zwickau.

## Leben

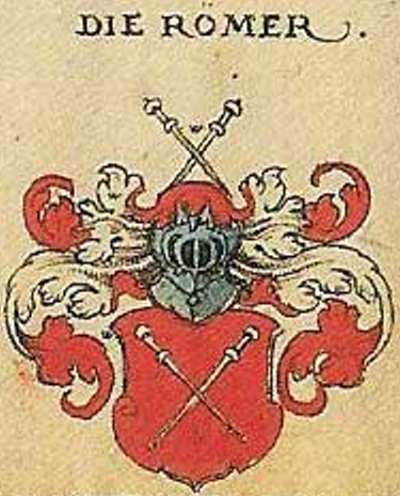
Wappen derer von Römer (Meißen)

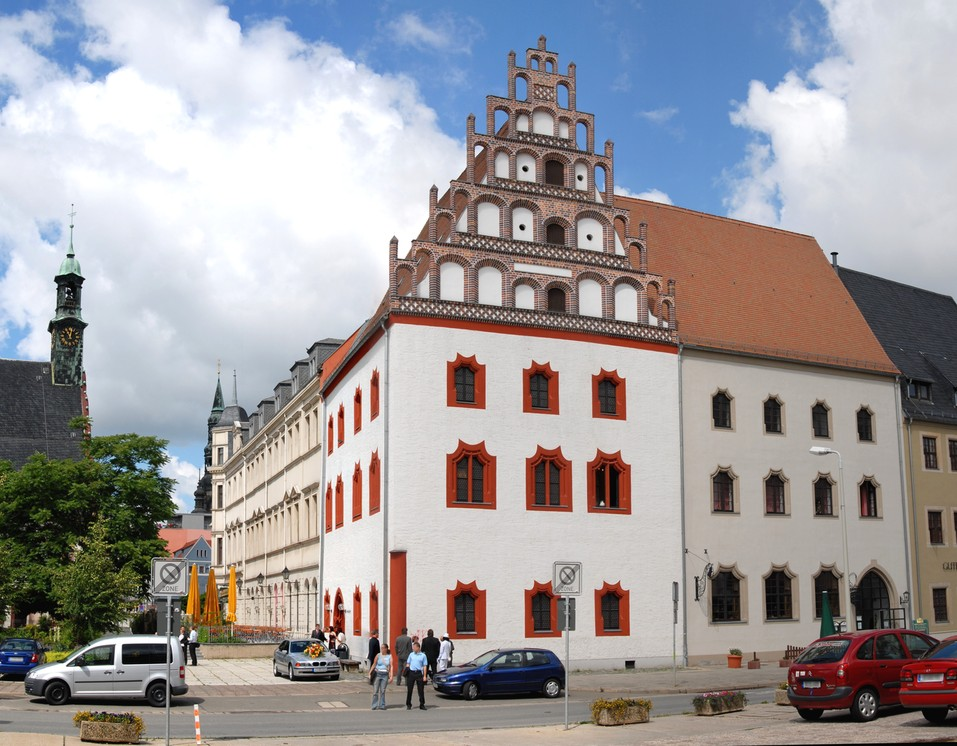
Dünnebierhaus von 1480

Er entstammte der meißnischen Familie Römer und war der Sohn des Chemnitzer Kaufmanns Hans Romer (auch: Römer; um 1400–1481), und dessen Ehefrau Catharina. Sein Bruder war der Zwickauer Kaufmann und Amtshauptmann Martin Römer (um 1432–1483).
Am 5. Februar 1470 wurde den Brüdern Martin und Nicol Römer durch Friedrich III. ein kaiserlicher Adelsbrief verliehen, d. h. Nicol Römer wurde in diesem Jahr in den Adelsstand erhoben. Die kurfürstlich und herzoglich-sächsische Belehnung mit Steinpleis und Niederalbertsdorf im heutigen Landkreis Zwickau folgte am 6. Februar 1476.
Nicol und Martin Römer waren am Schneeberger Silberbergbau beteiligt. Aufgrund des hohen Silberausbringens der Schneeberger Gruben wurde die Zwickauer Münze 1475 wieder eröffnet. Im Jahr 1480 ließ Römer in Zwickau das später als Dünnebierhaus bekannte Gebäude errichten.
Nach dem Tod seines Bruders Martin, der kinderlos verstarb, war Nicol Römer auch Gutsherr auf dessen Gütern Unter-Steinpleis, Marienthal, Nieder-Albertsdorf und dem Werdauer Stadtgut.
Römer heiratete vor 1460 in Zwickau Catharina Wermann (* um 1437 in Zwickau; † 9. November 1506 ebenda), die Tochter des Zwickauer Kaufmanns Nicol Wermann. Mit ihr hatte er vier Kinder: Nicolaus, Anna, Martin (Ahnherr der jüngeren Steinpleiser Linie) und Wolf Hans Georg (Ahnherr der älteren Neumark-Rauensteiner Linie). Er wurde damit zum Stammvater der Familie von Römer.
Sein Grab befindet sich, wie das seines Bruders Martin, in der Römer-Kapelle der Zwickauer St.-Marien-Kirche.